# Costas Mandylor
Costas Mandylor, född som Costas Theodosopoulos den 3 september 1965 i Melbourne, Victoria, är en australisk skådespelare med grekiskt ursprung. Han är mest känd för sin roll som Kenny, en vicesheriff i Småstadsliv och Mark Hoffman i Saw III, Saw IV, Saw V, Saw VI och Saw 3D.